# Aulacus burwelli
Aulacus burwelli är en stekelart som beskrevs av Jennings, Austin och Stevens 2004. Aulacus burwelli ingår i släktet Aulacus och familjen vedlarvsteklar. Inga underarter finns listade.